# Liste des candidats démocrates à la présidence des États-Unis
Liste des candidats démocrates à la présidence des États-Unis.
Légende :
- gras: candidat élu président des États-Unis.
- rouge : non élu président/moins de voix aux suffrages populaires/moins de voix chez les grands électeurs/non élu vice-président
- vert : élu président/plus de voix aux suffrages populaires/plus de voix chez les grands électeurs/élu vice-président

| Nom | Nom                       | Nom                        | Tendance                       | Élection | Élection               | Élection                | Élection                   |
| Nom | Nom                       | Nom                        | Tendance                       | Date     | Voix                   | Gds Él.                 | Colistier                  |
| --- | ------------------------- | -------------------------- | ------------------------------ | -------- | ---------------------- | ----------------------- | -------------------------- |
| 1   | Andrew Jackson            |                            | Populiste                      | 1824     | 41,4 %                 | 99/261                  | John Caldwell Calhoun      |
| 1   | Andrew Jackson            | 1828                       | Populiste                      | 55,9 %   | 178/261                | John Caldwell Calhoun   |                            |
| 1   | Andrew Jackson            | 1832                       | Populiste                      | 54,7 %   | 219/288                | Martin Van Buren        |                            |
| 2   | Martin Van Buren          |                            |                                | 1836     | 50,8 %                 | 170/294                 | Richard Mentor Johnson     |
| 2   | Martin Van Buren          | 1840                       | 46,8 %                         | 60/294   | Richard Mentor Johnson |                         |                            |
| 3   | James K. Polk             |                            |                                | 1844     | 49,5 %                 | 170/275                 | George Mifflin Dallas      |
| 4   | Lewis Cass                |                            |                                | 1848     | 42,5 %                 | 127/290                 | William Orlando Butler     |
| 5   | Franklin Pierce           |                            | Esclavagiste                   | 1852     | 50,8 %                 | 254/296                 | William R. King            |
| 6   | James Buchanan            |                            | Esclavagiste                   | 1856     | 45,3 %                 | 174/296                 | John Cabell Breckinridge   |
| 7   | Stephen A. Douglas        |                            | Anti-sécession                 | 1860     | 29,5 %                 | 12/303                  | Herschel Vespasian Johnson |
| 7   | John Cabell Breckinridge  |                            | Esclavagiste Pro-sécession     | 1860     | 18,2 %                 | 72/303                  | Joseph Lane                |
| 8   | George McClellan          |                            | Anti-sécession                 | 1864     | 45,0 %                 | 21/234                  | George H. Pendleton        |
| 9   | Horatio Seymour           |                            |                                | 1868     | 47,3 %                 | 80/294                  | Francis Preston Blair, Jr. |
| 10  | Horace Greeley            |                            | Républicain libéral            | 1872     | 43,8 %                 | 63/366                  | Benjamin Gratz Brown       |
| 11  | Samuel Jones Tilden       |                            | Démocrate bourbon              | 1876     | 50,9 %                 | 184/369                 | Thomas Hendricks           |
| 12  | Winfield Scott Hancock    |                            |                                | 1880     | 48,2 %                 | 155/369                 | William English            |
| 13  | Grover Cleveland          |                            | Démocrate bourbon              | 1884     | 48,9 %                 | 219/401                 | Thomas Hendricks           |
| 13  | Grover Cleveland          | 1888                       | Démocrate bourbon              | 48,6 %   | 168/401                | Allen Granberry Thurman |                            |
| 13  | Grover Cleveland          | 1892                       | Démocrate bourbon              | 46,0 %   | 277/444                | Adlai Ewing Stevenson   |                            |
| 14  | William Jennings Bryan    |                            | Populiste Progressiste         | 1896     | 46,7 %                 | 176/447                 | Arthur Sewall              |
| 14  | William Jennings Bryan    | 1900                       | Populiste Progressiste         | 45,5 %   | 155/447                | Adlai Ewing Stevenson   |                            |
| 15  | Alton Parker              |                            | Démocrate bourbon              | 1904     | 37,6 %                 | 140/476                 | Henry Gassaway Davis       |
| 16  | William Jennings Bryan    |                            | Populiste Progressiste         | 1908     | 43,0 %                 | 162/483                 | John Worth Kern            |
| 17  | Woodrow Wilson            |                            | Progressiste                   | 1912     | 41,8 %                 | 435/531                 | Thomas R. Marshall         |
| 17  | Woodrow Wilson            | 1916                       | Progressiste                   | 49,2 %   | 277/531                | Thomas R. Marshall      |                            |
| 18  | James Middleton Cox       |                            |                                | 1920     | 34,1 %                 | 127/531                 | Franklin Delano Roosevelt  |
| 19  | John W. Davis             |                            |                                | 1924     | 28,8 %                 | 136/531                 | Charles Wayland Bryan      |
| 20  | Al Smith                  |                            |                                | 1928     | 40,8 %                 | 87/531                  | Joseph Taylor Robinson     |
| 21  | Franklin Delano Roosevelt |                            | Progressiste                   | 1932     | 57,4 %                 | 472/531                 | John Nance Garner          |
| 21  | Franklin Delano Roosevelt | 1936                       | Progressiste                   | 60,8 %   | 523/531                | John Nance Garner       |                            |
| 21  | Franklin Delano Roosevelt | 1940                       | Progressiste                   | 54,7 %   | 449/531                | Henry Wallace           |                            |
| 21  | Franklin Delano Roosevelt | 1944                       | Progressiste                   | 53,4 %   | 432/531                | Harry S. Truman         |                            |
| 22  | Harry S. Truman           |                            | Centriste                      | 1948     | 49,6 %                 | 303/531                 | Alben William Barkley      |
| 23  | Adlai Stevenson           |                            | Progressiste                   | 1952     | 44,3 %                 | 89/531                  | John Sparkman              |
| 23  | Adlai Stevenson           | 1956                       | Progressiste                   | 42,0 %   | 73/531                 | Estes Kefauver          |                            |
| 24  | John Fitzgerald Kennedy   |                            | Progressiste                   | 1960     | 49,7 %                 | 303/537                 | Lyndon B. Johnson          |
| 25  | Lyndon B. Johnson         |                            | Progressiste                   | 1964     | 61,1 %                 | 486/538                 | Hubert Humphrey            |
| 26  | Hubert Humphrey           |                            | Progressiste                   | 1968     | 42,7 %                 | 191/538                 | Edmund Muskie              |
| 27  | George McGovern           |                            | Progressiste                   | 1972     | 37,5 %                 | 17/538                  | Sargent Shriver            |
| 28  | Jimmy Carter              |                            | Centriste                      | 1976     | 50,1 %                 | 297/538                 | Walter Mondale             |
| 28  | Jimmy Carter              | 1980                       | Centriste                      | 41,0 %   | 49/538                 | Walter Mondale          |                            |
| 29  | Walter Mondale            |                            | Progressiste                   | 1984     | 40,6 %                 | 13/538                  | Geraldine Ferraro          |
| 30  | Michael Dukakis           |                            | Progressiste                   | 1988     | 45,6 %                 | 111/538                 | Lloyd Bentsen              |
| 31  | Bill Clinton              |                            | Nouveau démocrate              | 1992     | 43,0 %                 | 370/538                 | Al Gore                    |
| 31  | Bill Clinton              | 1996                       | Nouveau démocrate              | 49,2 %   | 379/538                | Al Gore                 |                            |
| 32  | Al Gore                   |                            | Centriste                      | 2000     | 48,4 %                 | 266/538                 | Joseph Lieberman           |
| 33  | John Kerry                |                            | Progressiste Centriste libéral | 2004     | 48,3 %                 | 251/538                 | John Edwards               |
| 34  | Barack Obama              |                            | Centriste, Progressiste        | 2008     | 52,9 %                 | 365/538                 | Joe Biden                  |
| 34  | Barack Obama              | 2012                       | Centriste, Progressiste        | 51,1 %   | 332/538                | Joe Biden               |                            |
| 35  | Hillary Clinton           |                            | Centriste                      | 2016     | 48,2 %                 | 227/538                 | Tim Kaine                  |
| 36  | Joe Biden                 | Portrait de Joe Biden 2021 | Centriste                      | 2020     | 51,31 %                | 306/538                 | Kamala Harris              |
| 37  | Kamala Harris             | Portrait de Joe Biden 2021 | Centriste Progressiste         | 2024     | 48,3 %                 | 226/538                 | Tim Walz                   |

## Collège électoral
Évolution du collège électoral des États-Unis à l'issue du vote des grands électeurs (les résultats du candidat du parti démocrate en bleu) :

1824
1828
1832
1836
1840
1844
1848
1852
1856
1860
1864
1868
1872
1876
1880
1884
1888
1892
1896
1900
1904
1908
1912
1916
1920
1924
1928
1932
1936
1940
1944
1948
1952
1956
1960
1964
1968
1972
1976
1980
1984
1988
1992
1996
2000
2004
2008
2012
2016
2020
2024